# Liga Cinza

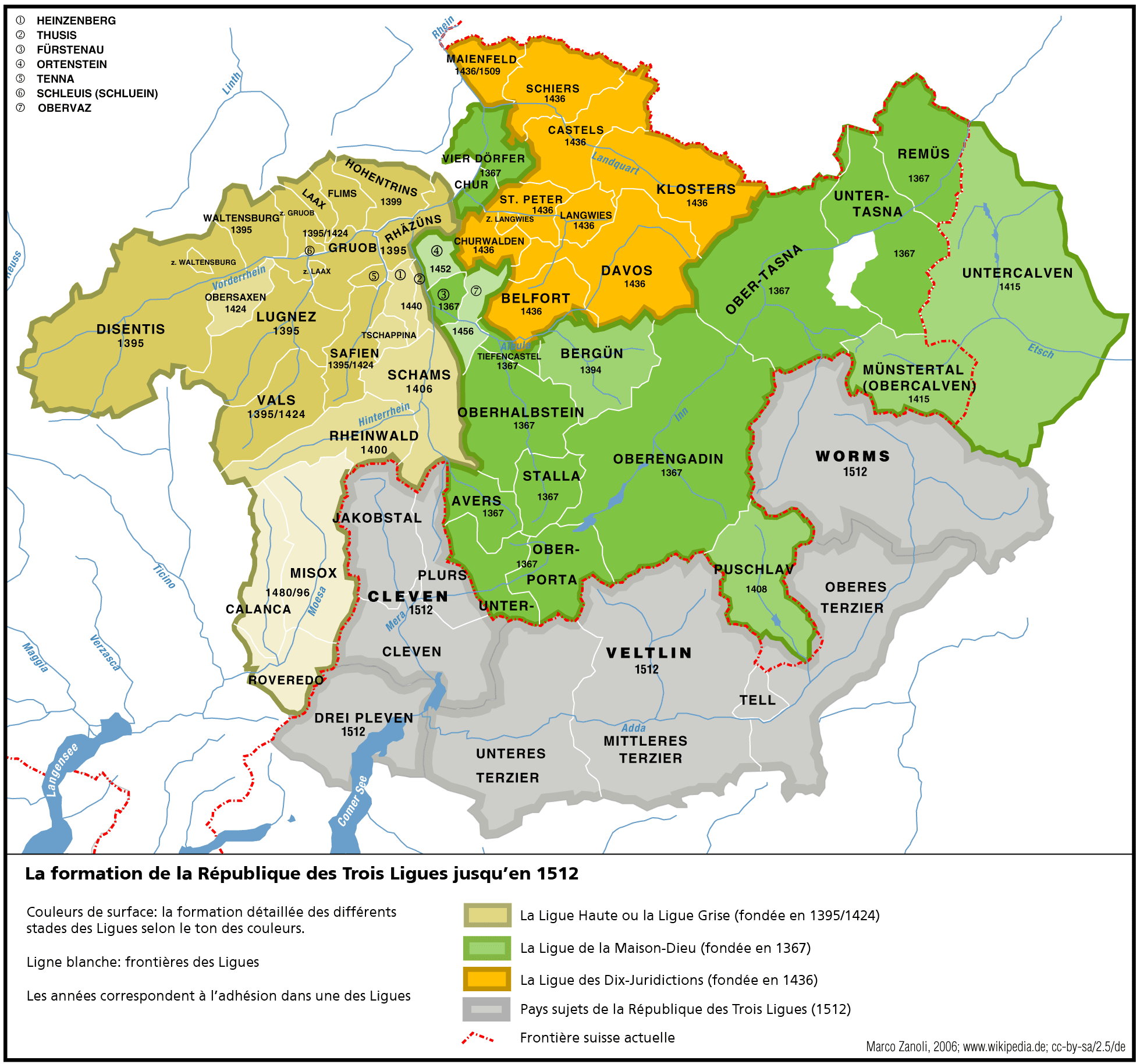
A Liga Cinza em tons de marrom dentro das Três Ligas. A Liga das Dez Jurisdições em laranja, a Liga da Casa de Deus em verde e outros territórios perdidos em cinza.

A Liga Cinza (em francês: Ligue grise; em alemão: Grauer Bund; em romanche: Lia Grischa; em italiano: Lega Grigia), formou-se em 1395 nos vales do Reno posterior e do Reno anterior, na antiga Província romana da Récia. A relação com a cor cinza se deu devido à cor da vestimenta usual de sua população na época. A liga aliou-se às outras duas forças da Récia em 1471, formando assim o Estado Livre das Três Ligas, que teve papel importante ao associar-se à Confederação suíça na Guerra dos Trinta Anos. Por fim, as Três Ligas finalmente formaram o então Cantão dos Grisões, na Suíça.

## Fundação
No fim do século XII, as comunidades nos vales da Récia eram em geral pequenos e independentes entre si. Havia poucos grandes proprietários de terras e nenhum poder centralizado. Durante anos, diversas batalhas foram travadas pelos inúmeros senhores feudais, causando à região danos severos no comércio e nos transportes. Na tentativa de reduzir a violência e incentivar o comércio, alguns líderes e nobres dos vales propuseram a formação de uma liga ou aliança. O resultado desta aliança ficaria conhecido como Liga Cinza.
A Liga Cinza foi fundada através da aliança de vinte e uma comunidades nos vales do Reno anterior e do Reno posterior. No dia 14 de Fevereiro de 1395, três principais nobres, o Abade de Disentis/Mustér, Johannes von Ilanz, o Barão Ulrich II von Rhäzüns e o Barão Albert von Sax-Misox) do Reno anterior, juntos com representantes das municipalidades em Ilanz criaram uma "aliança eterna". Já que o território da aliança localizava-se predominantemente em elevada altitude, ela ficou conhecida como Part Sura (Ober Bund ou Aliança Superior). Cinco dias depois, o Conde Johann von Werdenberg-Sargans se juntou à Liga em Flimserwald.
A Liga era mais do que uma aliança militar. Em sua formação, incluíam-se também o aumento da segurança nas estradas, além do livre comércio em seu território. As leis foram padronizadas e até mesmo meros plebeus ganharam proteção e o direito a um julgamento oficial. Severas punições foram postas em prática por homicídio, assalto e roubo. Um catálogo de crimes, penas e direitos,, conhecido como Landfrieden ou terra pacífica, foi estabelecido. O Landfrieden padronizou leis e punições, o que aumentou o estado de direito. Sob o Landfrieden, conflitos tiveram que ser resolvido por via judicial e não por meio de conflitos abertos, caracterizando-o assim, como o primeiro passo para um código penal moderno..